# 桑植漏斗蛛
桑植漏斗蛛（学名：Agelena sangzhiensis）为漏斗蛛科漏斗蛛属的动物。在中国大陆，分布于湖南等地。该物种的模式产地在湖南。